# Gyöngyöstarján
Gyöngyöstarján là một thị trấn thuộc hạt Heves, Hungary. Thị trấn này có diện tích 46,39 km², dân số năm 2010 là 2493 người, mật độ 54 người/km².